# San-Ciriaco-Hurrikan
Der San-Ciriaco-Hurrikan oder auch Puerto-Rico-Hurrikan von 1899 war ein intensiver und langlebiger tropischer Wirbelsturm der atlantischen Hurrikansaison 1899. Der Sturm vom Kap-Verden-Typ überquerte am 8. und 9. August 1899 Puerto Rico, wo aufgrund seines Durchzuges eine hohe Zahl an Todesopfern durch Überflutungen zu beklagen war. Der vierte Hurrikan der Saison erreichte 28 Tage lang mindestens die Stärke eines tropischen Sturmes und ist damit vor dem Hurrikan Ginger der am längsten andauernde tropische Wirbelsturm im Atlantischen Ozean seit Beginn der systematischen Wetteraufzeichnungen. Die Accumulated Cyclone Energy von San Ciriaco wurde vom National Hurricane Center auf 73,57 geschätzt. Dieses ist der höchste Wert für einen tropischen Wirbelsturm im atlantischen Becken.

## Sturmverlauf

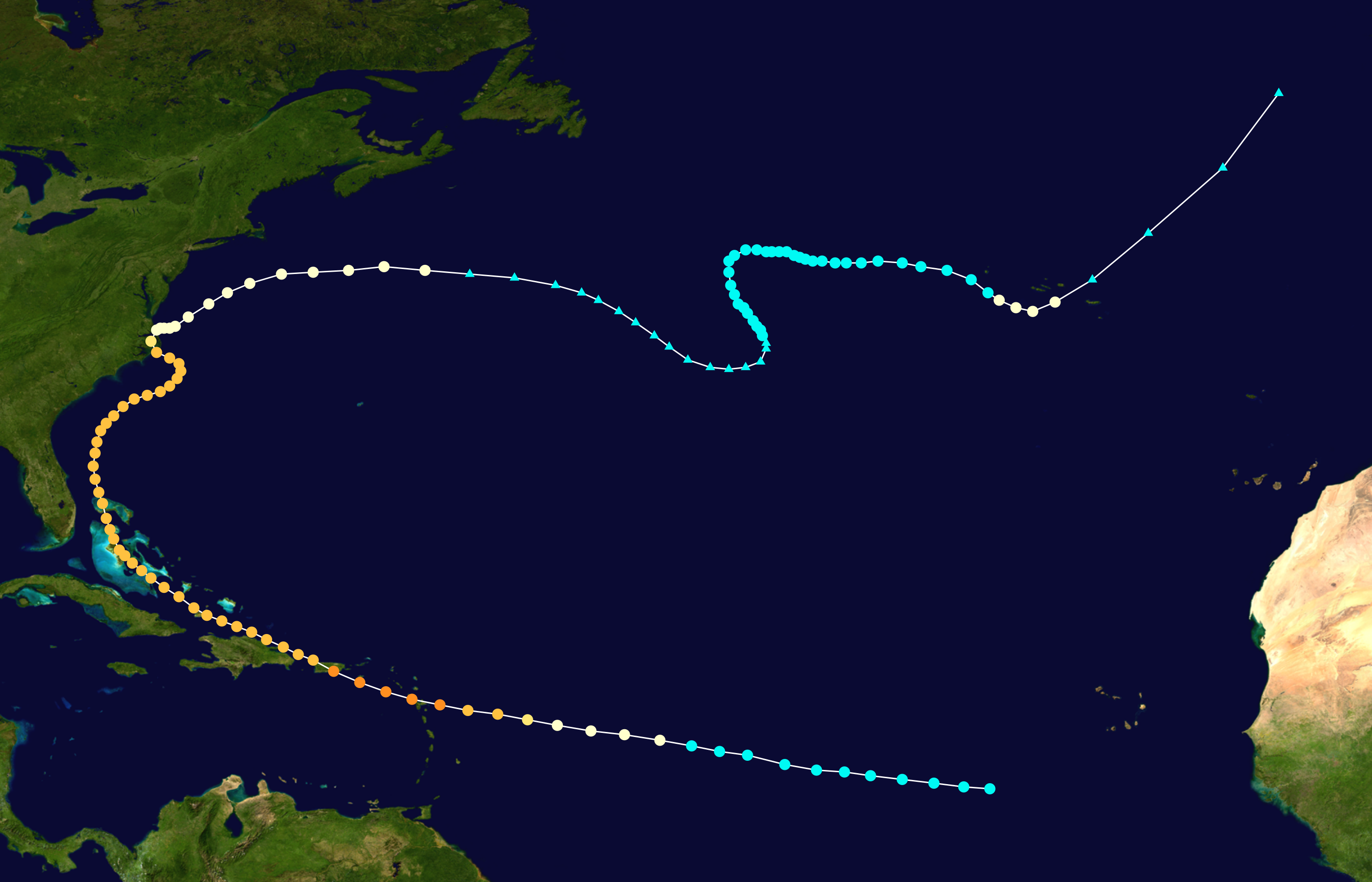
Zugbahn von San Ciriaco

Der tropische Wirbelsturm, der später Puerto Rico verwüstete, entwickelte sich am 3. August im tropischen Atlantik, vermutlich aus einer tropischen Welle. Er zog in westnordwestlicher Richtung und verstärkte sich am 5. August zum Hurrikan. Als sich der Sturm am 5. August den Inseln über dem Winde näherte, intensivierte sich der Hurrikan zu einem schweren Hurrikan, der die Inseln Dominica, St. Kitts und Guadeloupe am 7. August mit starken Winden bedeckte. Er verstärkte sich weiter, um mit andauernden Windgeschwindigkeiten von 240 km/h seine größte Intensität zu erreichen, bevor er am 8. August den Südosten von Puerto Rico traf. Der 8. August ist der Namenstag des Heiligen Cyriacus. Der Hurrikan überquerte die Insel west-nordwestwärts gerichtet und die Maximalwinde erreichten dabei durchweg zwischen 175 und 225 km/h.
Nachdem der Sturm Puerto Rico passiert hatte, streifte er den Norden der Dominikanischen Republik als ein Kategorie-3-Hurrikan, richtete aber dort keine wesentlichen Schäden an, da er weit genug nördlich der Insel vorbeizog. Er zog dann über die Bahamas hinweg, wobei er bei seinem langsamen Zug nach Norden seine Stärke beibehielt. Nachdem der Sturm nordostwärts gedriftet war, drehte er nach Nordwesten und traf am 17. August auf die Outer Banks. Der Hurrikan wanderte in nordöstliche Richtung über North Carolina hinweg und gelangte am 19. August wieder über das Wasser des Atlantischen Ozeans. Er setzte seinen Weg in östlicher Richtung fort und wurde am 22. August außertropisch.
Der nun außertropische Sturm dreht nach Südosten und wurde am 26. August erneut ein tropischer Sturm. Die meiste Zeit bis zum Ende seiner Existenz driftete San Ciriaco dahin, zunächst nach Nordwesten, schließlich ostwärts. Dabei intensivierte sich der Sturm erneut zu einem Hurrikan, als er am 3. September über die Azoren hinwegzog. Diese Intensivierung hielt aber nicht mehr lange an und der Sturm wurde am 4. September erneut außertropisch. Der Sturm fegte dann in Richtung nordöstlicher Atlantik davon und löste sich auf.

## Auswirkungen

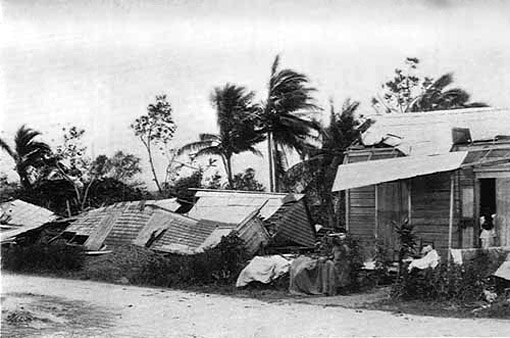
Zerstörungen auf Puerto Rico nach dem Durchzug des Hurrikans

Die Schätzungen über die durch den Hurrikan verursachte Opferzahl reichen von 3100 bis 3400; der Ernteschaden in Puerto Rico geht in die Millionen US-Dollar. Durch die Dauerhaftigkeit der Winde und des Regens bei der Wanderung über North Carolina hinweg musste dieser Bundesstaat wesentliche Ausfälle an der Ernte von Tabak und Mais hinnehmen.
Am schwersten wurde durch den Hurrikan die Insel Puerto Rico getroffen. Sie wurde durch einen 28 Tage währenden Dauerregen regelrecht in eine Sumpflandschaft verwandelt, wobei sich die allgemeine schlechte Lage in Puerto Rico weiter verschlimmerte (siehe Geschichte Puerto Ricos).

## Wetterrekorde
Der San-Cirriaco-Hurrikan stellte während seiner Existenz eine Reihe von Wetterrekorden auf. Mit nahezu 3500 getöteten Personen in Puerto Rico war er der folgenschwerste Hurrikan auf der Insel und war für drei Jahrzehnte auch der stärkste Hurrikan, der die Insel überquerte – bis zum Hurrikan San Felipe Segundo, einem Kategorie-5-Hurrikan von 1928. Noch heute rangiert San Ciriaco auf der Rangliste der atlantischen Hurrikane mit den meisten Todesopfern an zehnter Stelle.
Seine Accumulated Cyclone Energy (ACE) betrug 73,57 – das ist der höchste bekannte Wert aller tropischen Wirbelstürme im atlantischen Becken überhaupt. Nur ein weiterer Hurrikan, Ivan im Jahr 2004, erreichte einen ACE-Wert über 70, konnte aber die ACE des San-Ciriaco-Hurrikans nicht überflügeln.
San Ciriaco ist außerdem mit 28 Tagen der am längsten andauernde atlantische tropische Wirbelsturm, mit seiner subtropischen Phase existierte der Sturm sogar 31 Tage. Weltweit liegt der Sturm an zweiter Stelle hinter Hurrikan John der pazifischen Hurrikansaison 1994.